# Brisco (Kumbria)
Brisco lub Briscoe lub Birksceugh – przysiółek w Anglii, w Kumbrii, w dystrykcie (unitary authority) Cumberland. Leży 6 km na południowy wschód od miasta Carlisle i 415 km na północny zachód od Londynu. W latach 1870–1872 osada liczyła 323 mieszkańców.